# Gare de Chiba-Chūō
La gare de Chiba-Chūō (千葉中央駅, Chiba-Chūō-eki) est une gare ferroviaire située à Chiba, dans la préfecture du même nom au Japon. Cette gare est exploitée par la compagnie Keisei.

## Situation ferroviaire
La gare de Chiba-Chūō marque la fin de la ligne Keisei Chiba et le début de la ligne Keisei Chihara (les deux lignes sont interconnectées).

## Histoire
La gare a été inaugurée le 17 juillet 1921 sous le nom de gare de Chiba. Elle est renommée Keisei-Chiba en 1931. En 1958, la gare est reconstruite et déplacée à son emplacement actuel. La gare prend son nom actuel en 1987. 

## Service des voyageurs

### Accueil
La gare dispose d'un bâtiment voyageurs, avec guichets, ouvert tous les jours.

### Desserte
- Ligne Keisei Chiba : 
  - voie 1 : direction Keisei Chiba, Keisei Tsudanuma et Keisei Ueno
- Ligne Keisei Chihara :
  - voie 2 : direction Chiharadai

Installations et desserte
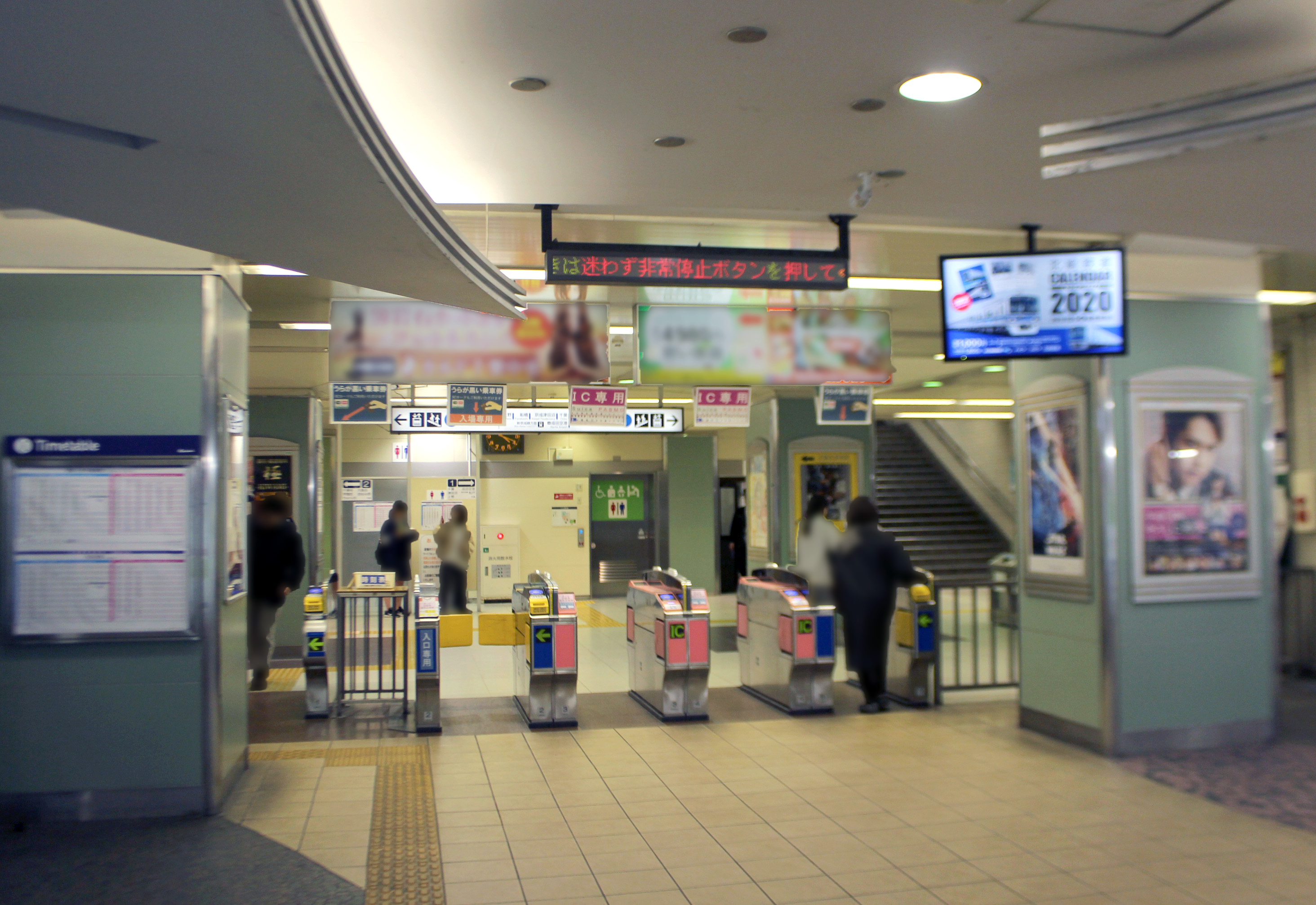
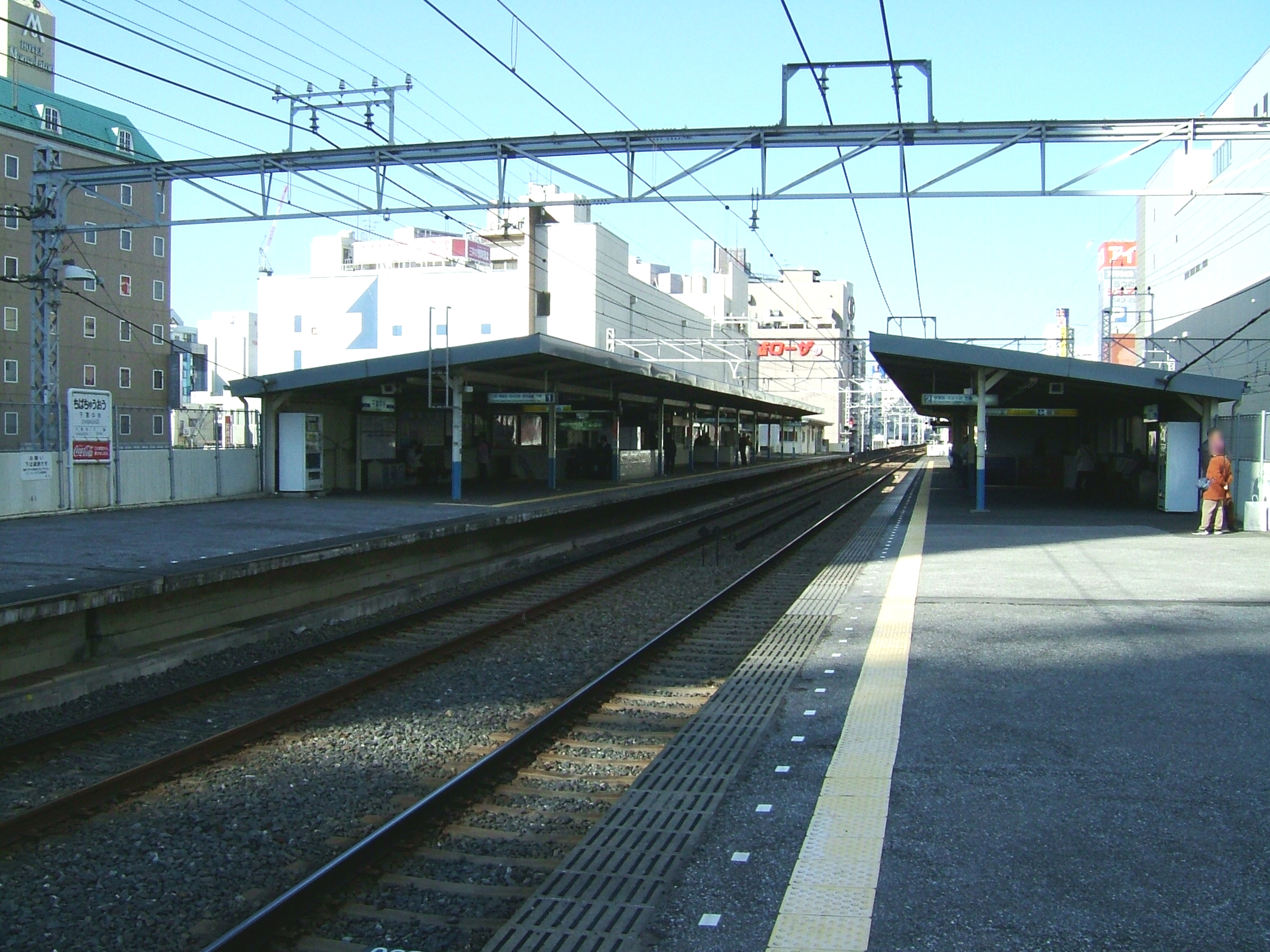